# Karagajskij
Karagajskij (ros. Карагайский) – osiedle w Rosji, w obwodzie czelabińskim, w rejonie wierchnieuralskim. W 2010 liczyło 1605 mieszkańców.